# R (clase de complejidad)
En complejidad computacional, R es la clase conformada por los problemas de decisión resolubles por una máquina de Turing, vale decir, el conjunto de todos los lenguajes recursivos. R es usualmente identificado con la clase de funciones efectivamente computables, según la Tesis de Church-Turing.
Esta clase es equivalente a RE ∩ coRE.